# Hroza
Hroza (Oekraïens: Гроза) is een dorp in de Oekraïense oblast Charkov en behoort tot het rajon Koepjansk. Hroza ligt zo'n 79 kilometer ten zuidoosten van de stad Charkiv.
Tijdens de Russische invasie van Oekraïne werd het dorp van februari tot september 2022 door de Russen bezet. Bij het tegenoffensief in Charkov verkregen de Oekraïense strijdkrachten op 9 september 2022 opnieuw controle over het dorp.
Op 5 oktober 2023 kwam bij een raketaanval door het Russische leger een raket neer op een winkel en een café in Hroza, waarbij minstens 52 mensen omkwamen.